# 용당동 (목포시)
용당동(龍塘洞)은 대한민국의 전라남도의 목포시의 법정동이다. 용당1동, 용당2동은 행정동이다

## 유래
옛날에는 바닷가에 있었던 마을로 지금의 목포경찰서 아래쪽에 바다쪽으로 튀어나와 용이 하늘로 올라간 형상에 못이 있다 해서 용당, 용당이, 용댕이라는 이름이 붙여졌다.

## 개요
다수의 공공기관과 중앙로 · 용호로 · 백년로 등 주요간선도로가 연결되는 상업 · 업무 · 교육의 요충지이다. 상가지역과 주택지역의 적절한 조화로 주민생활안정지역이고, 집중 호우시 침수지역으로 재해에 취약하였으나 2·3호광장 내수 침수방지 시설공사 완공으로 침수 문제를 완전 해결하였다.

## 역사
- 1914년 4월 1일 무안군 이로면 용당리
- 1932년 1월 4일 목포부 용당정
- 1949년 목포시 용당동으로 개칭
- 1979년 5월 1일 용당동에서 국도 간선도로를 경계로 용당1, 2동으로 분동되었다.
- 2006년 8월 7일 산정2동, 용당1동을 용당1동으로 합동하였다.

## 주요 시설
- 목포경찰서
- 목포우체국
- 목포시청
- 목포시의회

## 대형마트
- 홈플러스 목포점

## 방송국
- KBS목포방송국